# Holly One
Oliviero Migliore (Zúrich, 12 de abril de 1965-Barcelona, 8 de septiembre de 2006), más conocido por su nombre artístico Holly One, fue un actor pornográfico de origen italiano, caracterizado por su baja estatura.
Está considerado el actor porno más bajo del mundo, récord que posee pues no medía más de 1,20 m. Estrella de la Sala Bagdad de Barcelona y de numerosos locales nocturnos de Ibiza durante los años 80 y 90, su trayectoria en el porno (de más de 100 películas) corre de la mano del actor Rocco Siffredi y Nacho Vidal. Fue una estrella en Europa e incluso fue galardonado con un premio al mejor actor secundario en el FICEB.

## Muerte prematura
Falleció de infarto a los 41 años de edad tras ingresar en cuidados intensivos en un hospital de Barcelona, debido a un paro cardiaco provocado por una enfermedad pulmonar.